# Sitios históricos nacionales de Canadá

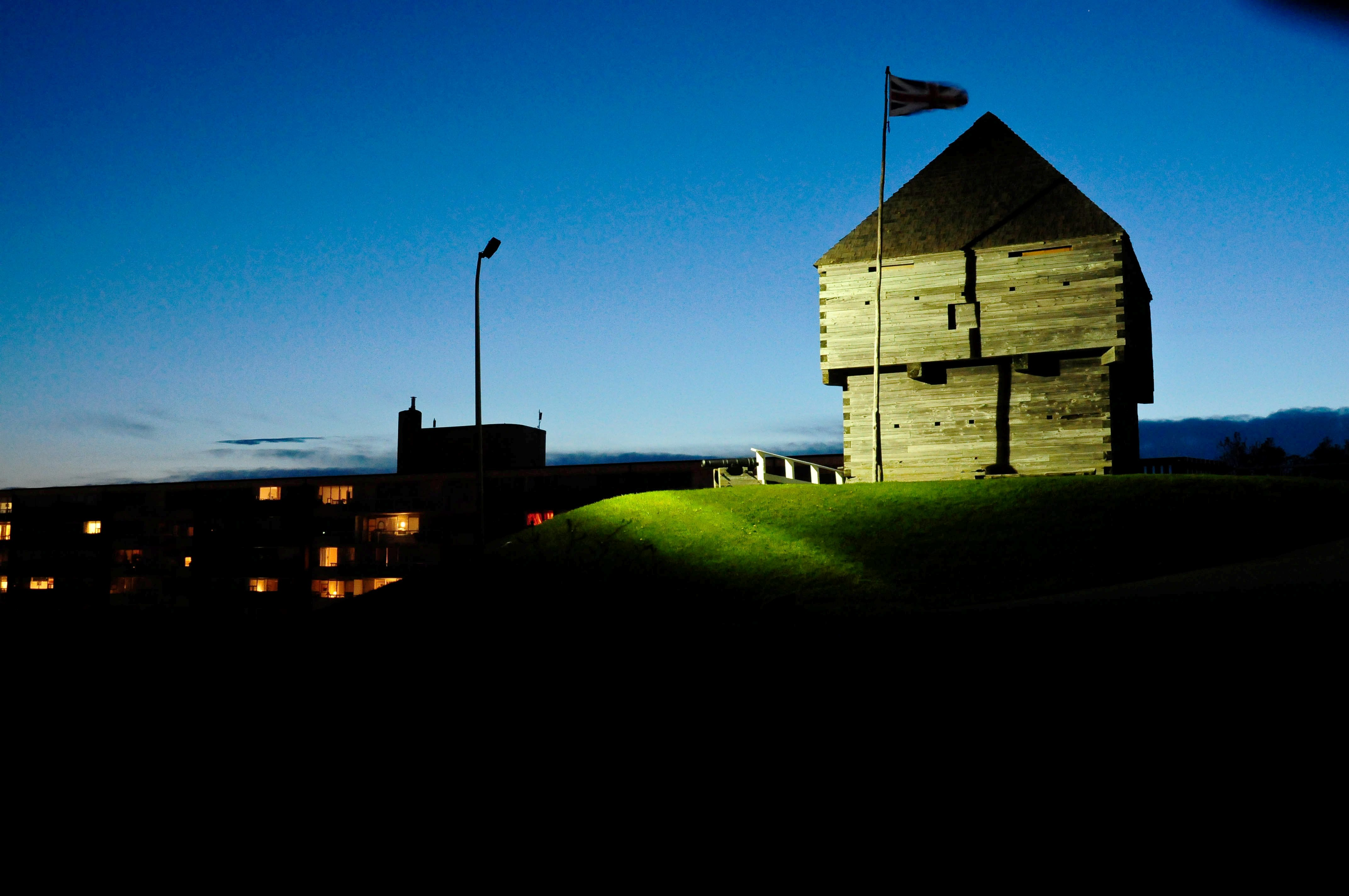
Fuerte Howe en Saint John (Nuevo Brunswick); su designación en 1914 fue el comienzo del sistema de Sitios Históricos Nacionales de Canadá.

Los sitios históricos nacionales de Canadá son sitios que han sido designados por el ministro del Medio Ambiente federal de Canadá y siguiendo el consejo del Comité de Sitios Históricos y Monumentos de (HSMBC), por tener un significado histórico. Parks Canada, una agencia federal, gestiona el programa de Sitios Históricos Nacionales. En octubre de 2018, había un total de 987 Sitios Históricos Nacionales, 172 de los mismos son administrados por Parks Canada; los otros son administrados o son de propiedad de otros niveles gubernamentales o de entidades privadas. Los sitios se encuentran a lo largo de las diez provincias y tres territorios de Canadá, dos sitios se encuentran en Francia (el Monumento conmemorativo Beaumont-Hamel Newfoundland y el Monumento conmemorativo nacional canadiense de Vimy).

## Lista de sitios históricos nacionales de Canadá por región
| Región                              | Región                                                                 | Número de sitios históricos | Año en que se designó el primer sitio histórico | Ejemplo de sitio histórico                             |
| ----------------------------------- | ---------------------------------------------------------------------- | --------------------------- | ----------------------------------------------- | ------------------------------------------------------ |
| Sitios en Alberta                   | List of National Historic Sites of Canada in Alberta                   | 61                          | 1923                                            | Lago Frog (1923)                                       |
| Sitios en Columbia Británica        | List of National Historic Sites of Canada in British Columbia          | 94                          | 1923                                            | Paso Rogers (1971)                                     |
| Sitios en Manitoba                  | List of National Historic Sites of Canada in Manitoba                  | 57                          | 1920                                            | Exchange District (1996)                               |
| Sitios en Nuevo Brunswick           | List of National Historic Sites of Canada in New Brunswick             | 63                          | 1920                                            | Puente techado Hartland (1980)                         |
| Sitios en Terranova y Labrador      | List of National Historic Sites of Canada in Newfoundland and Labrador | 46                          | 1951                                            | Signal Hill (1951)                                     |
| Sitios en Nueva Escocia             | List of National Historic Sites of Canada in Nova Scotia               | 90                          | 1920                                            | Pier 21 (1997)                                         |
| Sitios en Ontario                   | List of National Historic Sites of Canada in Ontario                   | 270                         | 1919                                            | Casa McCrae (1966)                                     |
| Sitios en Hamilton                  | Sitios en Hamilton                                                     | 15                          | 1929                                            | Castillo Dundurn (1997)                                |
| Sitios en Kingston                  | Sitios en Kingston                                                     | 22                          | 1923                                            | Kingston City Hall (1961)                              |
| Sitios en la zona de Niágara        | Sitios en la zona de Niágara                                           | 26                          | 1921                                            | Niagara-on-the-Lake (2003)                             |
| Sitios en Ottawa                    | Sitios en Ottawa                                                       | 26                          | 1925                                            | Edificios del Parlamento (1976)                        |
| Sitios en Toronto                   | Sitios en Toronto                                                      | 36                          | 1923                                            | Fuerte York (1923)                                     |
| Sitios en Isla del Príncipe Eduardo | List of National Historic Sites of Canada in Prince Edward Island      | 22                          | 1933                                            | L.M. Montgomery's Cavendish (2004)                     |
| Sitios en Quebec                    | List of National Historic Sites of Canada in Quebec                    | 197                         | 1919                                            | Île d'Orléans Seigneury (1990)                         |
| Sitios en Montreal                  | Sitios en Montreal                                                     | 61                          | 1920                                            | Basílica Católica de Notre-Dame (1989)                 |
| Sitios en la ciudad de Quebec       | Sitios en la ciudad de Quebec                                          | 37                          | 1923                                            | Château Frontenac (1981)                               |
| Sitios en Saskatchewan              | List of National Historic Sites of Canada in Saskatchewan              | 46                          | 1923                                            | Banco Canadiense de Comercio (1976)                    |
| Sitios en Territorios del Noroeste  | List of National Historic Sites of Canada in the Northwest Territories | 12                          | 1930                                            | Iglesia de Nuestra Señora de la Buena Esperanza (1977) |
| Sitios en Nunavut                   | List of National Historic Sites of Canada in Nunavut                   | 12                          | 1964                                            | Inuksuk Point (1969)                                   |
| Sitios en Yukón                     | List of National Historic Sites of Canada in Yukon                     | 11                          | 1959                                            | Dawson Historical Complex (1959)                       |
| Francia                             | List of National Historic Sites of Canada in France                    | 2                           | 1996                                            | Vimy Ridge (1996)                                      |